# Nikon D3100
Nikon D3100 — цифровой однообъективный зеркальный фотоаппарат начального уровня компании Nikon с КМОП-матрицей Nikon NC81362A формата Nikon DX с разрешением 14,2 мегапикселей.
Фотоаппарат был представлен в 2010 году и является заменой Nikon D3000 в модельном ряду камер компании. Основными отличиями от последнего являются:
- Режим LiveView.
- Возможность видеосъёмки.
- Новая 14,2-мегапиксельная КМОП-матрица вместо 10,2-мегапиксельной ПЗС.
- Автоматическая компенсация хроматических аберраций.
- Снижен вес.

С 19 апреля 2012 г. в качестве зеркального фотоаппарата начального уровня его заменил Nikon D3200.

## Комплект поставки
Nikon D3100 предлагается в семи вариантах комплектации:
- без объектива
- с объективом AF-S DX NIKKOR 18-55 мм VR (со стабилизатором)
- с объективом AF-S DX NIKKOR 18-55 мм II
- с объективом AF-S DX NIKKOR 18-105 мм VR (со стабилизатором)
- с двумя объективами: широкоугольным AF-S DX NIKKOR 18-55 мм VR и телеобъективом AF-S DX NIKKOR 55-200 мм VR
- с двумя объективами: широкоугольным AF-S DX NIKKOR 18-55 мм II и телеобъективом AF-S DX NIKKOR 55-200 мм
- с двумя объективами: широкоугольный AF-S DX NIKKOR 18-55 мм VR и телеобъективом AF-S DX NIKKOR 55-300MM

Также в комплект поставки входят:
- Аккумулятор EN-EL14
- Зарядное устройство MH-24
- Крышка окуляра DK-5
- Резиновый наглазник DK-20
- Ремень фотокамеры AN-DC1
- Крышка «горячего башмака» BS-1
- CD диск с программным обеспечением и инструкцией в цифровом виде
- Краткое руководство пользователя
- Инструкция

## Варианты
Как и у примерного аналога от Canon — Canon EOS 1100D у Nikon D3100 есть красная версия корпуса камеры.

## Особенности
Как и предшественник — Nikon D3000, камера оснащена режимом «GUIDE», предназначенным для помощи начинающим фотографам в освоении возможностей камеры.